# Gesellschaft für Unternehmensgeschichte
Die Gesellschaft für Unternehmensgeschichte e. V. (GUG) ist eine wissenschaftliche Einrichtung zur Förderung der unternehmenshistorischen Forschung mit Sitz in Frankfurt am Main. Um den wissenschaftlichen Austausch in Deutschland und weltweit zu fördern, organisiert sie unter anderem internationale Konferenzen, Vortragsveranstaltungen, Symposien und Arbeitskreise und gibt das wissenschaftliche Fachjournal Zeitschrift für Unternehmensgeschichte heraus.

## Historie

### Anfänge und Gründung der GUG
Erstmals wissenschaftliche Beschäftigung fand die Unternehmensgeschichte Ende des 19. Jahrhunderts, wobei zunächst der Unternehmer, nicht das Unternehmen im Zentrum stand. Eine systematische Beschäftigung mit dem Unternehmen als Organisation erfolgte in Deutschland nach dem Ersten Weltkrieg. Im Zweiten Weltkrieg wurde wieder verstärkt der deutsche Unternehmer in den Blick genommen, methodisch fiel die deutsche Unternehmensgeschichte vor ihren Stand in der Zwischenkriegszeit zurück.
In den USA erfolgte bereits in den 1920er Jahren eine Anbindung der Unternehmensgeschichte an sogenannte Business Schools. Unternehmensgeschichte wurde hier regulärer Bestandteil der Ausbildung von Führungskräften, während die Disziplin in Deutschland auch nach 1945 zunächst kaum Wirkungsmacht besaß.
Ende der 1960er Jahre erfuhr die Disziplin der Wirtschafts- und Sozialgeschichte und damit auch die der Unternehmensgeschichte einen starken Aufschwung. Der Fokus unternehmenshistorischer Forschung verschob sich weg von historiographischen Aspekten hin zu Leitfragen, die sich z. B. mit dem sozio-ökonomischen Strukturwandel auseinandersetzten. Hier wirkten dabei gerade die „Krisen ihres Gegenstandes“ als Katalysator für die unternehmenshistorische Disziplin: In den 1960er Jahren gerieten lange Zeit dominierende Industriebranchen (darunter Eisen und Stahl) in kürzester Zeit in die Krise. Im Zuge dessen entstanden eine Reihe Industriemuseen und -archive. Zudem wurde im Kontext der Studentenbewegung die Rolle von Unternehmer und Unternehmen stark kritisiert, was zusätzlichen Legitimationsdruck bedeutete.
Von Seiten der Wirtschaft wurde auf die Gründung einer Einrichtung zur Förderung der unternehmenshistorischen Forschung hingewirkt. Ab 1974 leistete das Institut der deutschen Wirtschaft (IW) hier einen aktiven Beitrag, einige Vertreter des IW waren maßgeblich an der Entstehung der GUG beteiligt und übernahmen nach ihrer Gründung wichtige Ämter.
Am 10. Juni 1976 wurde die Gesellschaft für Unternehmensgeschichte e. V. im Haus der Deutschen Industrie in Köln gegründet. Von der Gründungsversammlung wurden Wilhelm Treue zum ersten Vorsitzenden des Vorstandes und Hans Pohl zum ersten Vorsitzenden des Wissenschaftlichen Beirats gewählt. Gründungsmitglieder waren die August Thyssen-Hütte AG, Christian Adalbert Kupferberg AG, Daimler-Benz AG, Deilmann AG, Deutsche Bank AG, Kamax AG, Hamburg-Mannheimer Versicherung AG, Henkel AG, Hoesch Werke AG, Karstadt AG, Klöckner-Humboldt-Deutz AG, Mannesmann AG, Robert Bosch GmbH, Siemens AG und Taylorix. Seit ihrer Gründung organisiert die GUG jährlich öffentliche Vortragsveranstaltungen sowie wissenschaftliche Symposien.
Von Beginn an verband die GUG die Interessen der Wissenschaft und der Unternehmen. Der Wissenschaft war neben der Vernetzung innerhalb der Forschungsdisziplin am Erhalt der wissenschaftlichen Fachzeitschrift Tradition. Zeitschrift für Firmengeschichte und Unternehmerbiographie gelegen, der die Einstellung drohte. Die GUG übernahm die Zeitschrift, die seit 1977 unter dem Titel Zeitschrift für Unternehmensgeschichte erschien.

### Entwicklung der GUG
Obgleich seit Ende der 1960er Jahre eine Vielzahl an unternehmenshistorischen Studien im deutschsprachigen Raum entstanden waren, blieb der Vorwurf der – so Plumpe – „Theorielosigkeit“ der Disziplin bestehen. Dies änderte sich, als in den 1980er Jahren neben die klassischen Unternehmensgeschichten anlässlich von Jubiläen eine umfassende Beschäftigung mit der Geschichte der Unternehmen im Nationalsozialismus trat. Die erste von der GUG betreute Studie fällt ebenfalls in diesen Trend: Zwischen 1984 und 1993 startete die GUG ihr erstes Projekt im Auftrag von Daimler-Benz. Zwei Jahre lang wurde die Zeit des Unternehmens im Nationalsozialismus aufgearbeitet. Daraus ergab sich ab 1986 ein weiterführendes Projekt zur Zwangsarbeit bei Daimler-Benz, das 1993 mit einer Publikation abgeschlossen wurde. Ab 1986 nahm die GUG ihre Arbeit im Rahmen des Aufbaus von Unternehmensarchiven auf. Erste Aufträge in diesem Bereich erhielt sie von der Adam Opel AG (1986–1989), der R+V Versicherung (1986–1989) und der Dr. August Oetker KG (1986–1987).
1997 richtete die GUG im ehemaligen I. G.-Farben-Haus in Frankfurt am Main ein öffentlichkeitswirksames Symposium zu Unternehmen im Nationalsozialismus aus. Der dazu veröffentlichte Tagungsband wurde als Band 1 der Schriftenreihe zur Zeitschrift für Unternehmensgeschichte herausgegeben.
Herausgefordert durch den Arbeitskreis Kritische Unternehmensgeschichte, professionalisierte sich die GUG z. B. durch die Einführung eines Peer-Review-Verfahrens in ihrer Zeitschrift und die Etablierung der von den eigenen Gremien unabhängigen Jury für den Preis für Unternehmensgeschichte. Im Zuge dieser Entwicklungen veränderten sich auch die Aufträge der Unternehmen, eine professionelle Aufarbeitung der firmeneigenen Geschichte wurde zunehmend Standard.
In den 1990er Jahren wurde die Mitgliedschaft für Privatpersonen eingerichtet; ebenso wurden Arbeitskreise zu Bankengeschichte, Verkehrsgeschichte, Medienunternehmen, Rolle der Unternehmen im Nationalsozialismus, Versicherungsgeschichte, Familienunternehmen und Marketinggeschichte sowie kleinere Workshops zu Einzelthemen etabliert.
1994 zog die Geschäftsstelle von Köln nach Frankfurt am Main, 1998 folgte die Sitzverlegung der GUG nach Frankfurt am Main. Seitdem übernahm die GUG eine Vielzahl an Forschungsaufträgen. Den Aufbau von Unternehmensarchiven nahm die GUG seit den 2010er Jahren wieder verstärkt auf.
2012 gründete die GUG e. V. mit der Gesellschaft für Unternehmensgeschichte mbH eine Tochtergesellschaft, über die die Projekte im Bereich der Auftragsforschung abgewickelt werden. Ziel ist es, die wirtschaftlichen Tätigkeiten des Vereins vom gemeinnützigen Engagement zu trennen.

## Verein
Der Verein wird durch den Vorstand, den Wissenschaftlichen Beirat und das Kuratorium gelenkt. Während der Wissenschaftliche Beirat Vertreter der wissenschaftlichen Disziplin der Unternehmensgeschichte vereint und sich das Kuratorium aus Firmenmitgliedern zusammensetzt, sind im Vorstand beide Gruppen vertreten. Seit März 2019 ist Sabine Falke-Ibach Vorstandsvorsitzende der GUG.
Die Erledigung der laufenden Geschäfte erfolgt durch die Geschäftsstelle seit 1996 unter Leitung der Geschäftsführerin, Andrea H. Schneider-Braunberger. Sie ist auch Geschäftsführerin der 2012 gegründeten Gesellschaft für Unternehmensgeschichte mbH.
Die GUG finanziert sich über Mitgliedsbeiträge und Spenden.

## Tätigkeitsfelder

### Öffentliche Vortragsveranstaltung
Seit ihrer Gründung organisiert die GUG einmal jährlich gemeinsam mit einem Partnerunternehmen eine öffentliche Vortragsveranstaltung mit Teilnehmern aus Wissenschaft, Wirtschaft, Politik und Medien.

### Wissenschaftliches Symposium
Mit den ebenfalls jährlich stattfindenden wissenschaftlichen Symposien will die GUG Raum zur Diskussion ausgewählter wissenschaftlicher Fachthemen bieten, der historischen Forschung neue Impulse geben und mögliche Forschungslücken aufzeigen.

### Arbeitskreise
Um den wissenschaftlichen Diskurs zu fördern, organisiert die GUG seit den 1990er Jahren themenspezifische Arbeitskreise, beispielsweise zu den Themen Banken- und Versicherungsgeschichte, Familienunternehmen und Marketinggeschichte. Mitglieder sind Hochschulprofessoren, Nachwuchswissenschaftler, Archivare und Unternehmer.

### Symposium Unternehmensgeschichte
Zusammen mit dem Wittener Institut für Familienunternehmen veranstaltet die GUG das Symposium Unternehmensgeschichte.

### Unternehmensgeschichten und -archive
Die GUG betreut unternehmenshistorische Studien und begleitet Auftraggeber, Autoren und Herausgeber von der Konzeption bis zum druckreifen Manuskript. Darüber hinaus berät die GUG Unternehmen beim Aufbau von Unternehmensarchiven.
Seit 2012 werden diese Projekte über die Tochtergesellschaft Gesellschaft für Unternehmensgeschichte mbH abgewickelt, um die wirtschaftlichen Tätigkeiten des Vereins vom gemeinnützigen Engagement zu trennen.

### Zeitschrift für Unternehmensgeschichte
Seit 1977 veröffentlicht die GUG die zweimal jährlich bei De Gruyter erscheinende Zeitschrift für Unternehmensgeschichte (ZUG). Das Fachjournal gilt als wichtige deutschsprachige Fachzeitschrift im Bereich der Unternehmensgeschichte. Die Beiträge durchlaufen ein anonymisiertes Gutachterverfahren und werden in Deutsch oder Englisch publiziert.

### Preis für Unternehmensgeschichte
Die GUG vergibt jährlich den Preis für Unternehmensgeschichte. Mit diesem Preis wird eine herausragende Monografie, Dissertation oder Habilitationsschrift zur Unternehmensgeschichte ausgezeichnet. Sie wird in der Schriftenreihe zur ZUG publiziert. Außerdem werden in der Schriftenreihe unabhängige kritische Unternehmensgeschichten, Tagungsbände, sowie Briefeditionen veröffentlicht.

### Unternehmensmuseen Online
Zusammen mit dem Netzwerk Unternehmensmuseen betreibt die GUG das Portal Unternehmensmuseen Online (UMO). Dabei handelt es sich um ein Online-Verzeichnis der Unternehmensmuseen im deutschsprachigen Raum. Es bietet Hinweise auf Kontaktdaten, Öffnungszeiten sowie aktuelle Ausstellungen und Events der Museen.

### Wirtschaftsarchivportal
Außerdem betreibt die GUG in Kooperation mit der Vereinigung deutscher Wirtschaftsarchivare das Wirtschaftsarchivportal (WAP) ein Online-Verzeichnis von über 100 Wirtschaftsarchiven im deutschsprachigen Raum.

### Schulprojekt „SchuleUnternehmen“
In Zusammenarbeit mit Schulen im Rhein-Main-Gebiet und Partnern aus der Wirtschaft hat die GUG ein Angebot für Klassen der gymnasialen Oberstufe initiiert. Das Projekt zielt darauf ab, Schülern einen neuen Zugang zum Thema Wirtschaft zu eröffnen, bei dem die Vermittlung historischer Sachverhalte der Wirtschafts- und Unternehmensgeschichte im Fokus stehen soll. Themenfelder sind dabei Globalisierung, Existenzgründung, Unternehmensorganisation oder Merkmale von Krisen.

### Bibliothek
Die GUG unterhält eine Bibliothek mit unternehmens- und wirtschaftshistorischen Publikationen. Nach vorheriger Anmeldung können Titel entliehen werden.

### Workshop History Communication X
Die GUG organisiert seit 2013 zweimal jährlich Workshops für Vertreter verschiedener Unternehmen, um sich über grundsätzliche Fragen rund um das Thema „Historische Kommunikation“ auszutauschen.

### Internationale Vernetzung
Die GUG ist in der European Business History Association (EBHA) vertreten und ist Mitglied der International Economic History Association (IEHA). Durch die Ausrichtung verschiedener internationaler Tagungen – darunter die Jahrestagung der EBHA 2004, der Jahrestagung der Business History Conference (BHC) 2014, der ersten Weltkonferenz für Unternehmensgeschichte (World Conference for Business History) ebenfalls 2014 und einer gemeinsamen Konferenz mit der britischen Association for Business History (ABH) 2016 – trägt die GUG zur weltweiten Vernetzung von Vertretern der Unternehmensgeschichte bei.